# NGC 5528
NGC 5528 ist eine 14,1 mag helle Spiralgalaxie vom Hubble-Typ Sb im Sternbild Bärenhüter am Nordsternhimmel. Sie ist schätzungsweise 327 Millionen Lichtjahre von der Milchstraße entfernt und hat einen Durchmesser von etwa 140.000 Lj.
Im selben Himmelsareal befinden sich u. a. die Galaxien NGC 5535, NGC 5539, NGC 5543, NGC 5546.
Das Objekt wurde am 23. März 1887 von Lewis A. Swift entdeckt.